# Књижевна норма
Књижевна норма представља историјски одређен скуп најчешће коришћених језичких средстава, као и правила за њихов избор и употребу, које је друштво препознало као најпогодније у одређеном историјском периоду. Ово су колективна правила за спровођење језичког система.
С друге стране, књижевна норма се мора разликовати од узуса и кодификоване норме у стандардизованом језику. На пример рашко писмо, познато из Османске султанове канцеларије и језичке енциклопедије у то време и као рашки језик, само је књижевна норма, а не (стандартни) језик. Као и влашки језици. Суверенитет је конструкција Вестфалијског уговора (1648).